# Dubh Loch (Knapdale)
Dubh Loch (schottisch-gälisch: „Schwarzer See“) ist ein Süßwassersee im Norden der Region Knapdale der schottischen Council Area Argyll and Bute.

## Beschreibung
Der See liegt inmitten der äußerst dünn besiedelten Region Knapdale. Seine felsige Umgebung mit dem 466 Meter hohen Cruach Lusach zwei Kilometer nördlich ist unbesiedelt. Ardrishaig, der Hauptort Knapdales, befindet sich rund zehn Kilometer nordöstlich. Dubh Loch ist nicht durch Straßen erschlossen. Die nächstgelegenen Straßen sind eine untergeordnete Straße entlang des Ostufers von Loch Sween rund drei Kilometer westlich und die B8024 rund fünf Kilometer östlich. Dubh Loch ist nur durch einen 50 Meter breiten Grat vom westlich benachbarten, kleineren Loch na Cille getrennt.
Der See liegt auf einer Höhe von 358 Metern über dem Meeresspiegel. Der Dubh Loch weist eine maximale Länge von 0,48 Kilometern bei einer maximalen Breite von 0,35 Kilometern auf, woraus sich eine Fläche von acht Hektar und ein Umfang von zwei Kilometern ergeben. Der im Mittel sechs Meter tiefe See besitzt ein Volumen von 458.524 Kubikmetern. Sein Einzugsgebiet umfasst 22 Hektar. Hiervon sind etwa 60 % Heide. Grundwasser macht 38 % des Zuflusses zu Dubh Loch aus. Der See besitzt keine benannten Zuflüsse. Sein einziger Abfluss am Nordufer ist ebenfalls unbenannt. Zusammen mit weiteren Bächen bildet sich daraus der kurze Bach Eas Daltot, der nordwestlich des Sees in den Meeresarm Loch Sween mündet.